# ラドミラ・ベレスネワ
ラドミラ・ベレスネワ（Radmila Beresneva、女性、1983年6月6日 - ）は、カザフスタンの女子バレーボール選手。ポジションはアウトサイドヒッター。カザフスタン代表。

## 来歴
- クラブチーム

アルマトイ出身。2002年、Astanaへ入団。2005/06シーズンはスペインリーグのCajasur Cordobaでプレーした。2006/07シーズンから所属していたラビタ・バクーでは2年連続でスーパーリーグ優勝を果たした。また、リーグのベストアウトサイドヒッター賞とベストスパイカー賞を受賞した。2008/09シーズンはベラルーシのMinchanka Minskでプレーし、リーグ準優勝となった。2009/10シーズンからはVC Ertisに8年間在籍し、カザフスタンリーグで5度の準優勝と3度の3位を経験した。2017/18シーズンはAltay VCに加入し、カザフスタン国内リーグとスーパーカップで優勝を果たした。2018年のアジアクラブ選手権で4位となった。2019/20シーズンはKaragandaでプレーした。
- 代表チーム

2011年、カザフスタン代表に初選出され、同年のワールドグランプリでデビュー。2014年の世界選手権に出場した。2016年には代表チームで主将を務め、同年のリオデジャネイロ五輪世界最終予選に出場した。同年9月のアジアカップでは銀メダルを獲得した。2017年のエリツィン大統領杯ではベストサーバー賞を受賞した。同年8月のアジア選手権に出場した。2018年、日本で開催された世界選手権に出場した。

## 球歴
- 世界選手権 - 2014年、2018年
- ワールドグランプリ - 2011年、2014年、2016年、2017年
- アジアカップ - 2014年、2016年

## 受賞歴
- 2007年　2006/07アゼルバイジャンスーパーリーグ　ベストアウトサイドヒッター賞、ベストスパイカー賞
- 2017年　エリツィン大統領杯　ベストサーバー賞

## 所属クラブ
- Astana（2002-2005年）
- Cajasur Cordoba（2005-2006年）
- ラビタ・バクー（2006-2008年）
- Minchanka Minsk（2008-2009年）
- VC Ertis（2009-2017年）
- Altay VC（2017-2018年）
- VC Altay-2（2018-2019年）
- Karaganda（2019-2020年）
- Kazygurt-Shymkent（2022-2023年）